# Христина Липецька
Христина Липецька (нар. 20 лютого 1938, Станиславів) — українська оперна і концертна співачка, диригент хорів і ансамблів.

## Життєпис
У 1944 р. разом із сім'єю потрапила до Німеччини, а у 1957 переїхала до США, де оселилася у Детройті.
Студіювала музику та спів у педагогів Коледжу Макомб у Воррені[уточнити]. Здобула ступінь бакалавра німецької мови у Мічиганському університеті (1968).
Солістка Мічиганського оперного театру (1973) та симфонічного оркестру у Воррені (1979).
Фіналістка регіональних конкурсів співаків Метрополітан-Опери у Нью-Йорку (1971, 1972). Стипендіантка компанії Грінтнелл для музичного вдосконалення у Європі. Виконувала основні партії в операх «Кармен», «Аїда», «Весілля Фігаро» та ін. Гастролювала з концертами у США, Канаді, Європі, зокрема, у 1992 р. — у Львові.
Активна українська громадська діячка — в Організації Українського Мистецтва, Українському Музичному Інституті (все — США), АДУК, СУА та ін.